# 富士精工
富士精工株式会社（ふじせいこう、英: Fuji Seiko Limited）は、愛知県豊田市に本社を置く超硬工具メーカーである。
名古屋証券取引所メイン市場単独上場銘柄である。
超硬工具のほか自動車部品や金型、工作機械の製造販売を行っている。

## 沿革
- 1955年（昭和30年）3月 - 個人創業[1]。
- 1958年（昭和33年）3月1日 - 会社設立[1]。
- 1982年（昭和57年）10月4日 - 名古屋証券取引所第二部に株式を上場[1]。
- 2005年（平成17年） - 愛知ブランド企業の認定を受ける。
- 2014年（平成26年）5月 - 持分法適用会社であったエフエスケータイランド株式会社の株式を追加取得し、連結子会社化[1]。
- 2021年（令和3年）3月 - 志賀機械工業株式会社の全株式を取得し、子会社化[1]。

## 事業所
- 本社 / 本社工場（愛知県豊田市）[2]
- 熊本工場 / 九州営業所（熊本県菊池郡大津町）[2]
- 鹿児島工場（鹿児島県霧島市）[2]
- 営業所
  - 北海道営業所（北海道千歳市）[2]
  - 秋田営業所（秋田県横手市）[2]
  - 関東営業所（神奈川県厚木市）[2]
  - 富士営業所（静岡県富士市）[2]
  - 大阪営業所（滋賀県栗東市）[2]
  - 北陸営業所（富山県射水市）[2]
  - 福井営業所（福井県鯖江市）[2]

## 関連会社
- 富士エンジニアリング株式会社[1]
- 志賀機械工業株式会社[1]
- 韓富エンジニアリング（韓国）[1]
- 大連富士工具有限公司（中国）[1]
- 広州富士工具有限公司（中国）[1]
- 長春韓富工具有限公司（中国）[1]
- フジセイコウタイランド株式会社（タイ）[1]
- ティーティーフジツールサポート株式会社（タイ）[1]
- P.T.フジプレシシツールインドネシア（インドネシア）[1]
- アキュロムU.S.Aインコーポレーテッド（アメリカ）[1]
- アキュロムセントラルヨーロッパ有限会社（ポーランド）[1]
- サンセルP.T.Yリミテッド（オーストラリア）[1]
- アキュロムメキシコ株式会社（メキシコ）[1]